# Godonela aestimaria
Godonela aestimaria là một loài bướm đêm trong họ Geometridae.

## Hình ảnh

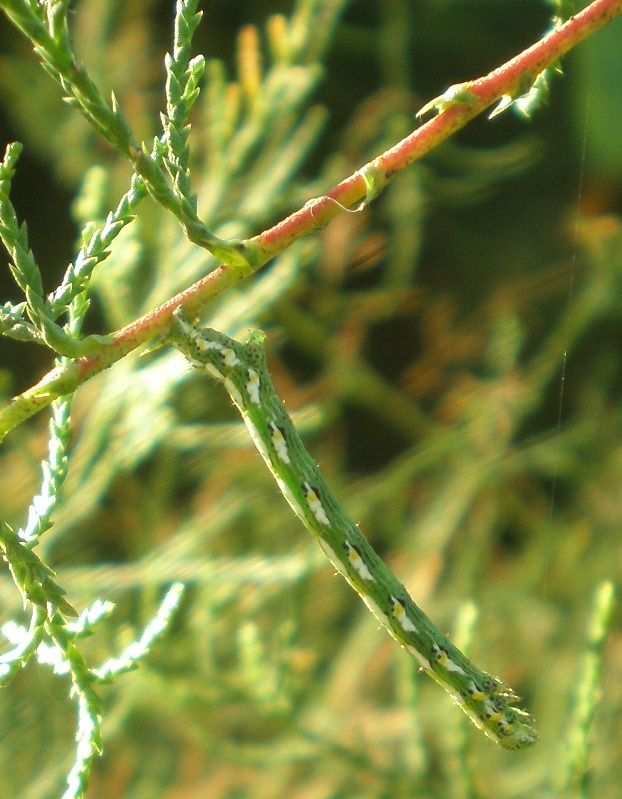